# Live-Dio meets trf our dance camp
『Live-Dio meets trf our dance camp』（ライブ・ディオ ミーツ ティーアールエフ　アワー　ダンス　キャンプ）は、1996年春にリリースされたtrfのミニ・アルバム。本田技研工業のLive-Dioを購入すると入手できた非売品CDである。品番はAVCS-10052｡

## 解説
- 本田技研工業のLive-Dioを購入した際に特典として配布されたCDである。
- #1 #5 #11に「New Song For HONDA Live-Dio」というタイトルの曲が入っているが『Love & Peace Forever』のデモ段階のものである。
- ノンストップCDである。

## 収録曲
1. New Song For HONDA Live-Dio [1:21]
作詞：小室哲哉＆前田たかひろ 作曲：小室哲哉＆久保こーじ
2. Sexual in Gravure [1:07]
作詞・作曲：小室哲哉
  - 4thアルバム『BILLIONAIRE 〜BOY MEETS GIRL〜』収録曲
3. BILLIONAIRE [4:00]
作詞・作曲：小室哲哉
  - 4thアルバム『BILLIONAIRE 〜BOY MEETS GIRL〜』収録曲
4. Overnight Sensation ～時代はあなたに委ねてる～ [5:06]
作詞・作曲：小室哲哉　編曲：小室哲哉&久保こーじ
  - 10thシングル
5. New Song For HONDA Live-Dio [1:04]
作詞：小室哲哉＆前田たかひろ 作曲：小室哲哉＆久保こーじ
6. Sexual in Gravure [4:00]
作詞・作曲：小室哲哉
  - 本アルバム2曲目のロングバージョン
7. Winter Grooves (velfarre snow club mix) [6:46]
作詞・作曲：小室哲哉
  - 4thシングルカップリング曲のリミックス音源
8. Feel The Century [3:16]
作詞・作曲・編曲：小室哲哉
  - 3rdアルバム『WORLD GROOVE』収録曲
9. Funky M [4:48]
作詞・作曲：小室哲哉
  - 5thアルバム『dAnce to positive』収録曲
10. ISLAND ON YOUR MIND [4:24]
作詞：小室哲哉・KOO、作曲：小室哲哉
  - 2ndアルバム『EZ DO DANCE』収録曲
11. New Song For HONDA Live-Dio [1:15]
作詞：小室哲哉＆前田たかひろ 作曲：小室哲哉＆久保こーじ